# Belgrade (Minnesota)
Belgrade je město v americkém státě Minnesota v okrese Stearns County, v regionu Centrální Minnesota. Je součástí metropolitního území města St. Cloud. V roce 2019 zde žilo 779 obyvatel. Název dali sídlu obyvatelé, jimiž byli přistěhovalci ze slovanských zemí, především Srbové, dále Češi, ale také v politice a hospodářství obce nejvýraznější Norové. 
Obec, hovorově označovaná jako The Big Crow, leží při jihozápadní hranici regionu a i přes svou nízkou populaci má status města (city). Rozvoj osídlení a obchodu podmínila železnice, přivedená sem roku 1886, roku 1887 bylo sídlo prohlášeno za samosprávné a od roku 1888 mělo vlastní poštu.

## Památky
- Kostel sv. Františka - kolem roku 1900 vedl česko-americký kněz Frank Dvořák a při něm byli sdružení zdejší američtí Češi.[2]
- The Centennial Museum - jubilejní muzeum století, historické sbírky regionu
- Christopher Borgerding House - nejstarší správní dům, nyní penzion